# Barbus argenteus
Barbus argenteus är en fiskart som beskrevs av Günther, 1868. Barbus argenteus ingår i släktet Barbus och familjen karpfiskar. IUCN kategoriserar arten globalt som livskraftig. Inga underarter finns listade.